# Billet de 1000 dongs
 (septembre 2023).
Le contenu est difficilement compréhensible vu les erreurs de traduction, qui sont peut-être dues à l'utilisation d'un logiciel de traduction automatique.
La valeur nominale de 1 000 VND, monnaie vietnamienne, est la 9e valeur la plus élevée et la valeur la plus basse du système monétaire, émise le 20 octobre 1989 (le numéro imprimé sur les pièces populaires est 1988 comme année de fabrication.).

## Information
| Dénominations | Taille        | Couleur principale | Description | Description             | Description    | Libéré     |
| Dénominations | Taille        | Couleur principale | Devant      | Arrière                 | Type de papier | Libéré     |
| ------------- | ------------- | ------------------ | ----------- | ----------------------- | -------------- | ---------- |
| 1000 ₫        | 134mm x 65mm. | Bleu jaune         | Hô Chi Minh | Scène de journalisation | Coton          | 20/10/1988 |
| 1000 ₫        | 134mm x 65mm. | Bleu jaune         | Hô Chi Minh | Mine de charbon         | Coton          | 1987       |

## Voir plus
- Dong (monnaie)
- Argent polymère au Vietnam
- Pièces de métal au Vietnam
- Dong Vietnamien
- Billet de 500 000 dongs
- Billet de 200 000 dongs
- Billet de 100 000 dongs
- Billet de 50 000 dongs
- Billet de 20 000 dongs
- Billet de 10 000 dongs
- Billet de 5000 dongs
- Billet de 2000 dongs
- Billet de 500 dongs
- Billet de 200 dongs
- Billet de 100 dongs
- Billet souvenir de 100 dongs
- Pièce de 200 dongs
- Billet souvenir de 50 dongs

## Référence
1. 1 2  « TIỀN ĐANG LƯU HÀNH, Ngân hàng nhà nước Việt Nam », sbv.gov.vn.
2. 1 2  « Ngày phát hành 1000 đồng tiền Việt Nam » (consulté le 1er juin 2016)